# Ormiophasia inflata
Ormiophasia inflata är en tvåvingeart som först beskrevs av Seguy 1927.  Ormiophasia inflata ingår i släktet Ormiophasia och familjen parasitflugor.
Artens utbredningsområde är Franska Guyana. Inga underarter finns listade i Catalogue of Life.